# Hartman Bjørnsen
Alfred Hartman Bjørnsen (Bjørnson) (født 2. februar 1889 i Stavanger, død 25. september 1974 smst) var en norsk gymnast, som deltog i OL 1912 i Stockholm.
Ved OL 1912 var han med for Norge i holdkonkurrencen i frit system. Nordmændene vandt konkurrencen med 22,85 point, mens Finland på andenpladsen fik 21,85 og Danmark på tredjepladsen 21,25 point.